# Simply Red
Simply Red bio je engleski glazbeni sastav osnovan 1985. Utemeljio ga je Mick Hucknall nakon raspada punk sastava The Frantic Elevators u kojem je Hucknall bio pjevač, i do samog kraja djelovanja sastava je bio jedini iz originalne postave.
Vrhunac djelovanja sastav postiže krajem 1991., izdavanjem albuma Stars koji je bio najprodavaniji album diljem Europe 1991. i 1992.
U Hrvatskoj su nastupali dva puta u pulskoj Areni, i to 2003. i 2006.

## Studijski albumi
- Picture Book (1985.)
- Men and Women (1987.)
- A New Flame (1989.)
- Stars (1991.)
- Life (1995.)
- Blue (1998.)
- Love and the Russian Winter (1999.)
- Home (2003.)
- Simplified (2005.)
- Stay (2007.)
- Big Love (2015.)
- Blue Eyed Soul (2019.)

## Popis članova sastava
| - Mick Hucknall - vokal (1985. – 2010.) - Fritz McIntyre - klavijature/vokal (1985. – 1996). - Tim Kellett - puhački instrumenti/klavijature/vokal/bas (1985. – 1995.) - Tony Bowers - bas (1985. – 1991.) - Chris Joyce - bubnjevi (1985. – 1991.) - David Fryman - gitare (1985.) - Sylvan Richardson - gitare (1985. – 1987.) - Ian Kirkham - puhački instrumenti/klavijature (1986. – 2010.) - Aziz Ibrahim - gitare (1987. – 1988.) - Heitor Pereira - gitare (1988. – 1996.) - Gota Yashiki - bubnjevi (1991. – 1995., 1998. – 2003.) - Shaun Ward - bas/vokal (1991. – 1995.) - Dee Johnson - prateći vokal (1992. – 2008.) | - Steve Lewinson - bas (1995. – 1998., 2003. – 2010.) - Velroy Bailey - bubnjevi (1995. – 1998.) - Sarah Brown - prateći vokal (1996. – 2008.) - Tim Vine - klavijature, bas (1996. – 1999.) - Kenji Suzuki - gitare (1998. – 2010.) - John Johnson - puhački instrumenti (1998. – 2008.) - Mark Jaimes - gitare (1998. – 2003.) - Wayne Stobbart - bas (1998. – 2003.) - Kevin Robinson - puhački instrumenti/vokal (1999. – 2010.) - Chris De Margary - puhački instrumenti (1998. – 2008.) - Andy Wright - klavijature/bas (1998. – 2007.) - Pete Lewinson - bubnjevi (2003. – 2010.) - Dave Clayton - klavijature (2003. – 2010.) |

## Vanjske poveznice
- Službena stranica